# Équennes-Éramecourt
Équennes-Éramecourt település Franciaországban, Somme megyében. Lakosainak száma 280 fő (2022. január 1.). Équennes-Éramecourt Daméraucourt, Dargies, Guizancourt, Hescamps, Lachapelle, Méréaucourt, Poix-de-Picardie, Saulchoy-sous-Poix és Thieulloy-la-Ville községekkel határos.

## Népesség
A település népességének változása:
| Lakosok száma | 305  | 302  | 306  | 296  | 291  | 286  | 287  | 284  | 280  |
|               | 2013 | 2015 | 2016 | 2017 | 2018 | 2019 | 2020 | 2021 | 2022 |